# یان مابلا
یان مابلا (انگلیسی: Yann Mabella؛ زادهٔ ۲۲ فوریهٔ ۱۹۹۶) بازیکن فوتبال اهل فرانسه است.
از باشگاه‌هایی که در آن بازی کرده‌است می‌توان به باشگاه فوتبال نانسی اشاره کرد.
وی همچنین در تیم ملی فوتبال کنگو بازی کرده‌است.